# Романчук Микола Миколайович
Микола Миколайович Романчук (рос. Николай Николаевич Романчук нар. 25 вересня 1961, Свєтлий, Калінінградська область СРСР — пом. 19 квітня 2004) — радянський та російський футболіст, захисник. Майстер спорту СРСР (1983).

## Життєпис
Розпочинав грати в футбол в ДЮСШ міса Свєтлий (перший тренер — Саліхов). Випускник спортінтернату у Ростові-на-Дону (1976—1978, тренер — В. М. Гаврилов). Дебютував у 1979 році в «Ростсільмаші», за два роки у другій лізі провів 68 матчів, забив 4 м'ячі. У 1980 році перейшов у ростовський СКА, наступного сезону зіграв 30 матчів у вищій лізі і став володарем Кубка СРСР. Армійці у 1981 році встановили своєрідний «рекорд», у ранзі переможця національного кубка вибули до першої ліги. У цьому турнірі, за два сезони провів 71 матч і забив один м'яч.
У 1982 році провів 2 поєдинки в футболці молодіжної збірної СРСР.
У 1984—1986 роках у складі одеського «Чорноморця» зіграв у вищій лізі 71 матч, забив 4 м'ячі. В середині сезону 1986 року повернувся в «Ростсільмаш», у першій лізі зіграв 35 матчів. Сезон 1987 року завершив у команді вищої ліги «Гурія» (Ланчхуті) — 13 поєдинків. 1988 року провів у харківський «Металіст», у середині наступного сезону знову повернувся в «Ростсільмаш».
1991 рік провів у клубах другої і другої нижчої ліг АПК (Азов) і «Старт» (Єйськ). У «Старті» розпочав сезон 1992 року у другій російській лізі, потім перейшов у СКА (Ростов-на-Дону). 1993 рік відіграв у чемпіонаті Узбекистану за «Навбахор», професійну кар'єру закінчив у третій російській лізі, граючи за ростовський СКА (1994) й АПК (1995).
Всього провів 141 матч у вищій лізі СРСР і 18 — у вищій лізі Узбекистану.
Учасник дебютних сезонів на євроарені ростовських «армійців» і харківського «Металіста». Обидва клуби стартували у Кубку володарів кубків як переможці національних турнірів. Ростовська команда, завдяки голам Заварова і Андрєєва, перемогла турецький «Анкарагюджю» і мінімально поступилася західнонімецькому «Айнтрахту» (Франктурт-на-Майні). Харків'яни розпочинали свої двобої з поразок на виїзді. На власному полі вдалося забезпечити позитивний результат проти югославського «Бораца» (0:2 і 4:0 — забивали Тарасов (2), Аджоєв, Єсипов), а з нідерландською «Родою» розійшлися внічию.
Грізних суперників обрав жереб одеському «Чорноморцю» у Кубку УЄФА 1985/86. У першому раунді «Вердер» Отто Рехагеля з Бурденскі, Шаафом, Пеццаєм, Вотавою, Феллером і Окудерою у складі. Бременців вдалося пройши завдяки правилу «виїзного гола»: 2:1 (Юрченко, Щербаков — Маєр) і 2:3 (Пасулько, Морозов — Кутцоп, Пеццай, Нойбарт). В 1/16 фіналу грали проти найтитулованішого клубу Європи — мадридського «Реала». Під керівництвом Луїса Моловні за іспанську команду тоді виступали Камачо, Чендо, Санчіс, Гордільйо, Мічел, Гальєго, Бутрагеньйо, Вальдано і Санчес. На «Сантьяго Бернабеу» господарі здобули мінімальну перемогу (Гордільйо, Вальдано — Багапов), а в Одесі була зафіксована нічия. В наступний раунд пройшла мадридська команда, яка і здобула перемогу того сезону. Микола Романчук брав участь у всіх дванадцяти єврокубкових іграх своїх команд, намагався грати надійно і впевнено.
Помер у 2004 році на 43-му році життя після тривалої хвороби.

## Досягнення
- Кубок СРСР
  -  Володар (2): 1981, 1988

## Статистика
Статистика виступів в українських командах:
| Сезон   | Команда       | Чемпіонат | Чемпіонат | Чемпіонат | Кубок | Кубок | Єврокубки | Єврокубки | Єврокубки | Інші турніри | Інші турніри | Інші турніри | Всього | Всього |
| Сезон   | Команда       | Т         | І         | Г         | І     | Г     | Т         | І         | Г         | Т            | І            | Г            | І      | Г      |
| ------- | ------------- | --------- | --------- | --------- | ----- | ----- | --------- | --------- | --------- | ------------ | ------------ | ------------ | ------ | ------ |
| 1984    | «Чорноморець» | Д-1       | 32        | 1         | 5     | 1     | —         | —         | —         | —            | —            | —            | 37     | 2      |
| 1985    | «Чорноморець» | Д-1       | 34        | 3         | 2     | 0     | КУ        | 4         | 0         | ПТ           | 6            | 0            | 46     | 3      |
| 1986    | «Чорноморець» | Д-1       | 5         | 0         | —     | —     | —         | —         | —         | —            | —            | —            | 5      | 0      |
| 1988    | «Металіст»    | Д-1       | 27        | 0         | 7     | 0     | КК        | 4         | 0         | КФ           | 4            | 1            | 42     | 1      |
| 1989    | «Металіст»    | —         | —         | —         | —     | —     | —         | —         | —         | КФ КС        | 2 1          | 0            | 3      | 0      |
| Загалом | Загалом       | Загалом   | 98        | 4         | 14    | 1     |           | 8         | 0         |              | 13           | 1            | 133    | 6      |